# 828 Lindemannia
828 Lindemannia este un asteroid din centura principală, descoperit pe 29 august 1916, de Johann Palisa.